# Pyrrhopyge creusae
Espèce
Pyrrhopyge creusae est une espèce de lépidoptères (papillons) de la famille des Hesperiidae, de la sous-famille des Pyrginae, de la tribu des Pyrrhopygini et du genre Pyrrhopyge.

## Dénomination
Pyrrhopyge creusae a été nommé par Ernest Layton Bell (d) en 1931 sous le nom initial de Yanguna creusae.

### Nom vernaculaire
Pyrrhopyge creusaes se nomme Creusae Firetip en anglais.

## Écologie et distribution
Pyrrhopyge creusae est présent en Guyane.

### Protection
Pas de statut de protection particulier.